# Roßberg (Wolfegg)
Roßberg ist ein Weiler bei Wolfegg im Landkreis Ravensburg in Oberschwaben.

## Lage
Roßberg liegt vollständig im Naturraum Oberschwäbisches Hügelland (Naturraum-Nr. 32), das zur Großlandschaft Voralpines Hügel- und Moorland (Großlandschaft-Nr. 3) gehört. Östlich, in etwa 400 m Entfernung, grenzt das Westallgäuer Hügelland (Naturraum-Nr. 33) an. Rund 800 m nordöstlich beginnt der Naturraum der Riß-Aitrach-Platten (Naturraum-Nr. 41), die Teil der Großlandschaft Donau-Iller-Lech-Platte (Großlandschaft-Nr. 4) sind. Das gesamte Ort befindet sich zudem im Gewässereinzugsgebiet der Steinach.

## Verkehrsanbindung
Roßberg liegt an der Kreuzung der L 314 und L 316. Die L 316 führt nach Norden über Oberurbach und Volkertshaus nach Bad Waldsee. In südlicher Richtung verläuft die L 316 an Gaishausen vorbei über Alttann und den Weiler Bahnhof Wolfegg nach Wolfegg. 
Die L 314 erstreckt sich nach Osten über Mennisweiler und Ziegelbach nach Bad Wurzach. Westlich führt die L 314 über den direkt angrenzenden Weiler Furt ebenfalls nach Wolfegg.
Roßberg ist nicht an das Radnetz Baden-Württemberg angeschlossen.

## Bahn
Die nach Roßberg benannte 10,99 km lange Roßbergbahn verfügt in Roßberg lediglich über einen Betriebsbahnhof. Rund 600 Meter südlich des Ortes befindet sich eine Verladestelle für Kies. Dieser wird über ein etwa 1,1 km langes Förderband von einer westlich gelegenen Kiesgrube angeliefert.

## Solarpark
Der Solarpark Roßberg (MaStR-Nummer: SEE939965340879), betrieben von der Roßberg Energie GmbH & Co. KG, ist eine Freiflächen-Solaranlage, die am 23. Dezember 2011 in Betrieb genommen wurde. 
Die Anlage besteht aus 20.142 Modulen und verfügt über eine Bruttoleistung von 4.834,08 kWp. Die Nettonennleistung sowie die zugeordnete Wechselrichterleistung betragen jeweils 4.675 kW. Eine Leistungsbegrenzung besteht nicht. 
Der Solarpark ist nach Süden ausgerichtet mit einem Neigungswinkel zwischen 20 und 40 Grad. Er beansprucht eine Fläche von 11 Hektar Ackerland und ist als Volleinspeisungsanlage ausgelegt. Die Anlage ist durch den Netzbetreiber fernsteuerbar.

## Trivia
Die oft als Kapelle Roßberg bezeichnete Kapelle ist nicht in Roßberg, sondern im benachbarten Weiler Furt, der zu Bergatreute gehört.